# Steinhagen, Vorpommern-Rügen
Steinhagen är en kommun och ort i Landkreis Vorpommern-Rügen i förbundslandet Mecklenburg-Vorpommern i Tyskland.
Kommunen ingår i kommunalförbundet Amt Niepars tillsammans med kommunerna Groß Kordshagen, Jakobsdorf,  Lüssow, Niepars, Pantelitz, Wendorf och Zarrendorf.